# Polycarpa aspera
Polycarpa aspera är en sjöpungsart som beskrevs av William Abbott Herdman 1886. Polycarpa aspera ingår i släktet Polycarpa och familjen Styelidae. Inga underarter finns listade i Catalogue of Life.